# Đường tròn van Lamoen

Đường tròn van Lamoen đi qua sáu tâm đường tròn,,,,,

Chia một tam giác bất kỳ bởi các đường trung tuyến thành sáu tam giác nhỏ, khi đó tâm đường tròn ngoại tiếp các tam giác nhỏ này nằm trên một đường tròn gọi là đường tròn van Lamoen của tam giác đó. Trong hình vẽ đính kèm {\displaystyle ABC} là một tam giác bất kỳ, {\displaystyle G} là trọng tâm. Cho {\displaystyle M_{a}}, {\displaystyle M_{b}}, và {\displaystyle M_{c}} lần lượt là trung điểm ba cạnh {\displaystyle BC}, {\displaystyle CA}, and {\displaystyle AB}. Khi đó tâm của các đường tròn ngoại tiếp các tam giác {\displaystyle AGM_{c}}, {\displaystyle BGM_{c}}, {\displaystyle BGM_{a}}, {\displaystyle CGM_{a}}, {\displaystyle CGM_{b}}, và {\displaystyle AGM_{b}} nằm trên một đường tròn, gọi là đường tròn van Lamoen của tam giác ABC.
Tâm đường tròn van Lamoen được đánh số {\displaystyle X(1153)} trong bách khoa toàn thư về các tâm của tam giác.

## Lịch sử
- Đường tròn van Lamoen đặt theo tên của nhà hình học Floor van Lamoen người đã đăng vấn đề đó vào năm 2000 trên tạp chí toán học hàng tháng của Mỹ.[3][4] Chứng minh đưa ra bởi Kin Y. Li năm 2001, và một chứng minh khác bởi các biên tập viên của tạp chí American Mathematical Monthly năm 2002.[1][5]
- Định lý này mở rộng bởi Alexey Myakishev, và đi đến một tính chất của hai tam giác có cùng trọng tâm[6].